# Slimminge distrikt
Slimminge distrikt är ett distrikt i Skurups kommun och Skåne län. 
Distriktet ligger nordost om Skurup. 

## Tidigare administrativ tillhörighet
Distriktet inrättades 2016 och utgörs av socknen Slimminge i Skurups kommun.
Området motsvarar den omfattning Slimminge församling hade 1999/2000.